# Olene S. Walker

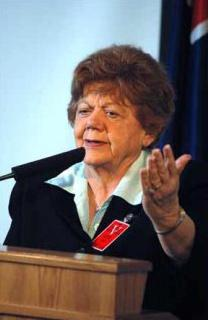
Olene S. Walker

Olene Smith Walker (* 15. November 1930 in Ogden, Utah; † 28. November 2015 in Salt Lake City, Utah) war eine US-amerikanische Politikerin (Republikanische Partei), die von 1993 bis 2003 Vizegouverneurin und von 2003 bis 2005 Gouverneurin des Bundesstaates Utah war.

## Privatleben
Walker machte ihren Bachelor an der Brigham Young University, ihren Master an der Stanford University und ihren Ph.D. an der University of Utah. Sie war mit Myron Walker verheiratet. Das Paar bekam sieben gemeinsame Kinder und 25 Enkel.

## Politische Laufbahn
Sie war die erste Frau, die das Amt des Vizegouverneurs von Utah innehatte. In dieser Funktion führte sie viele wichtige Initiativen ein. Dazu zählten Ausbildungsprogramme, das Budgetieren von Sicherheitsmaßnahmen, eine Gesundheitsreform und Weiterbildungsprogramme für Arbeitnehmer. Ferner führte sie die Healthcare Reform Task Force ein, was in der Gründung des Children’s Health Insurance Programs (CHIP) resultierte und eine erschwingliche Gesundheitsfürsorge für Utahs Kinder sicherte. Sie hatte den Vorsitz über die Workforce Task Force, was in der Entstehung des Department of Workforce Services resultierte. Darüber hinaus hatte sie auch den Vorsitz über die National Conference of Lieutenant Governors und war Präsidentin der National Association of Secretaries of State. Sie war der erste Vizegouverneur, der dieses Amt jeweils innehatte. Ferner gehörte sie dem Repräsentantenhaus von Utah als Whip der republikanischen Mehrheitsfraktion an.
Am 5. November 2003 wurde sie als erste Frau im Amt des Gouverneurs von Utah vereidigt. In ihrer am 3. Januar 2005 endenden Amtszeit führte sie Programme zur Verbesserung der Alphabetisierung und Ausbildung ein.